# Leningrad Cowboys Go America
Leningrad Cowboys Go America es una película finlandesa de 1989 dirigida por Aki Kaurismäki. Sus protagonistas son los Leningrad Cowboys, un grupo musical de rock finlandés.

## Trama
La tundra rusa está cerca de los Leningrad Cowboys, guiados por el ambicioso mánager Vladimir. Su rock, bastante influenciado por las canciones populares rusas, es aplastado por un empresario local. Por si fuera poco, el bajista se congela ensayando al aire libre durante la noche.
Animados por su característico aspecto, con zapatos y peinados en punta, los Leningrad Cowboys prueban sus suerte en los Estados Unidos, llevando con ellos un ataúd con el cuerpo congelado del bajista, que Vladimir también utiliza para mantener frías las latas de cerveza. Tratando de ganar la aceptación, los sigue Igor, un exmiembro de la banda que por la caída del cabello no pudo llevar un mechón adaptado a los parámetros del grupo.
Tras ser expulsados del CBGB por un agente de Nueva York, el grupo trata de asimilar los tipos de la música estadounidense, del rock al country, y del jazz al rhythm and blues.
Dirigiéndose a México para tocar en una boda, realizan un viaje a través de los Estados Unidos, en un auto grande y destartalado, en el cual viajan, seguido a una distancia prudente por Igor, y hacen paradas en habitaciones de hoteles miserables. Cuando el grupo descubre que Vladimir los está explotando, manteniéndolos en una triste situación pero reservándose para sí la comida y la cerveza, intenta un motín que es de inmediato controlado.
Una vez en México llega el éxito. Los Leningrad Cowboys satisfacen los gustos del público, lo cual los lleva a la cima de las listas de éxitos. Por su parte, la calidez del lugar descongela al bajista.

## Reparto
- Matti Pellonpää : Vladimir
- Kari Väänänen : Igor
- Sakke Järvenpää : Leningrad Cowboy
- Heikki Keskinen : Leningrad Cowboy
- Pimme Korhonen : Leningrad Cowboy
- Sakari Kuosmanen : Leningrad Cowboy
- Puka Oinonen : Leningrad Cowboy
- Silu Seppälä : Leningrad Cowboy
- Mauri Sumén : Leningrad Cowboy
- Mato Valtonen : Leningrad Cowboy
- Pekka Virtanen : Leningrad Cowboy
- Nicky Tesco : El primo perdido
- Kari Laine : Chófer siberiano
- Jatimatic Ohlstrom : Padre de los Leningrad cowboys
- Jim Jarmusch : Vendedor de automóviles